# Phường 3, Gò Vấp
Phường 3 là một phường thuộc quận Gò Vấp, Thành phố Hồ Chí Minh, Việt Nam. Phường 3 có diện tích 1,45 km², dân số năm 2021 là 51.493 người,  mật độ dân số đạt 35.512 người/km². Trong giai đoạn đỉnh dịch Covid-19 năm 2021, Phường 3 được công chúng chú ý vì xảy ra vụ việc lan truyền dịch bệnh ở Hội thánh truyền giáo Phục Hưng với trụ sở chính tọa lạc tại phường 3 Gò Vấp.

## Hình ảnh

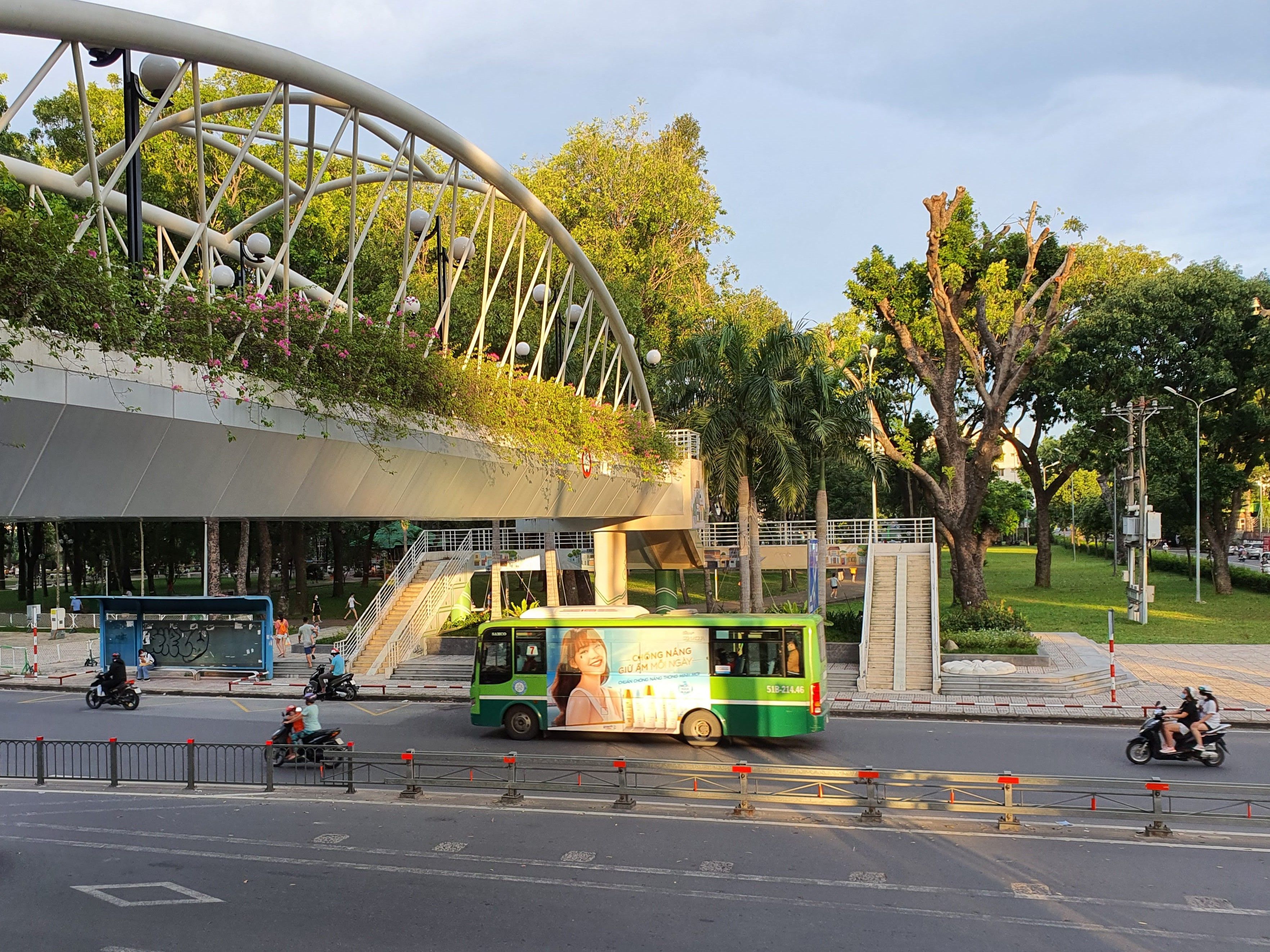
Cầu bộ hành đường Hoàng Minh Giám ở Công viên Gia Định